# La răscruce de drumuri (film din 1986)
La răscruce de drumuri (în engleză Crossroads) este un film american din 1986 regizat de Walter Hill. Este un film dramatic muzical inspirat de viața legendară a muzicianului de blues Robert Johnson. În rolurile principale au interpretat Ralph Macchio, Joe Seneca și Jami Gertz. Filmul a fost scris de John Fusco și conține o partitură originală de Ry Cooder, cu chitara clasică de William Kanengiser și armonică de Sonny Terry. Steve Vai apare în film ca Jack Butler, un chitarist virtuos al diavolului în duelul de chitară.
Fusco a fost un muzician de blues înainte de a urma Școala de Arte Tisch de la Universitatea din New York, unde a scris Crossroads ca sarcină într-o clasă de master condusă de marii scenariști Waldo Salt și Ring Lardner Jr. Scenariul studentesc a câștigat primul loc la Premiile naționale FOCUS (Films of College and University Students) și a fost vândut companiei Columbia Pictures în timp ce Fusco era încă student. 

## Distribuție
- Ralph Macchio - Eugene Martone
- Joe Seneca - Willie Brown
- Jami Gertz - Frances
- Joe Morton - Scratch's Assistant
- Robert Judd - Scratch
- Steve Vai - Jack Butler
- Dennis Lipscomb - Lloyd
- Harry Carey Jr. - Bartender
- John Hancock - Sheriff Tilford
- Allan Arbus - Dr. Santis
- Gretchen Palmer - Beautiful Girl/Dancer
- Al Fann - Pawnbroker
- Wally Taylor - O.Z.
- Tim Russ - Robert Johnson
- Tex Donaldson - John McGraw
- Guy Killum - Willie at 17
- Akosua Busia - Woman at Boardinghouse
- Edward Walsh - Harley Terhune
- Allan Graf - Alvin